# Aufzählungskomma
Das chinesische Aufzählungskomma oder dunhao (頓號 / 顿号,  dùnhào) ist ein spezielles Komma, das in der chinesischen Schrift verwendet wird, um die einzelnen Glieder einer Aufzählungsreihe voneinander abzusetzen. Es hat die Unicode-Nummer U+3001 (Block Unicodeblock CJK-Symbole und -Interpunktion) mit der Symbolbezeichnung Ideographic Comma (‚Ideographisches Komma‘). Die Unicode-Bezeichnung dafür ist insofern irreführend, als die chinesische Schrift keine ideographische Schrift, d. h. keine Begriffsschrift, ist.
Das gewöhnliche Komma («，» bzw. «,») trägt im Chinesischen den Namen douhao (逗號 / 逗号,  dòuhào).
Das Komma mit der Unicode-Nummer U+3001 hat in der japanischen Schrift eine andere Funktion und wird tōten (読点) genannt.